# 世界血友病联盟
世界血友病联盟（英語：World Federation of Hemophilia）是一个国际血液学组织。

## 历史
1963年在加拿大蒙特利尔成立，是世界卫生组织认可的组织。每年4月17日会举办世界血友病日活动。